# فرانك هيلي
فرانك هيلي (بالإنجليزية: Frank Healy)‏ هو عازف قيثارة بريطاني، ولد في 30 أغسطس 1962 في المملكة المتحدة.

## وصلات خارجية
- فرانك هيلي على موقع ميوزك برينز (الإنجليزية)
- فرانك هيلي على موقع ديسكوغز (الإنجليزية)